# 根室本線
根室本線（日语：／ Nemuro honsen */?）是一條由北海道瀧川市的瀧川站前往富良野市的富良野車站，以及新得町的新得車站途經帶廣市與釧路市，前往根室市的根室站，屬於北海道旅客鐵道（JR北海道）的鐵道路線（幹線）。當中，釧路站－根室站間設有「花咲線」的愛稱。

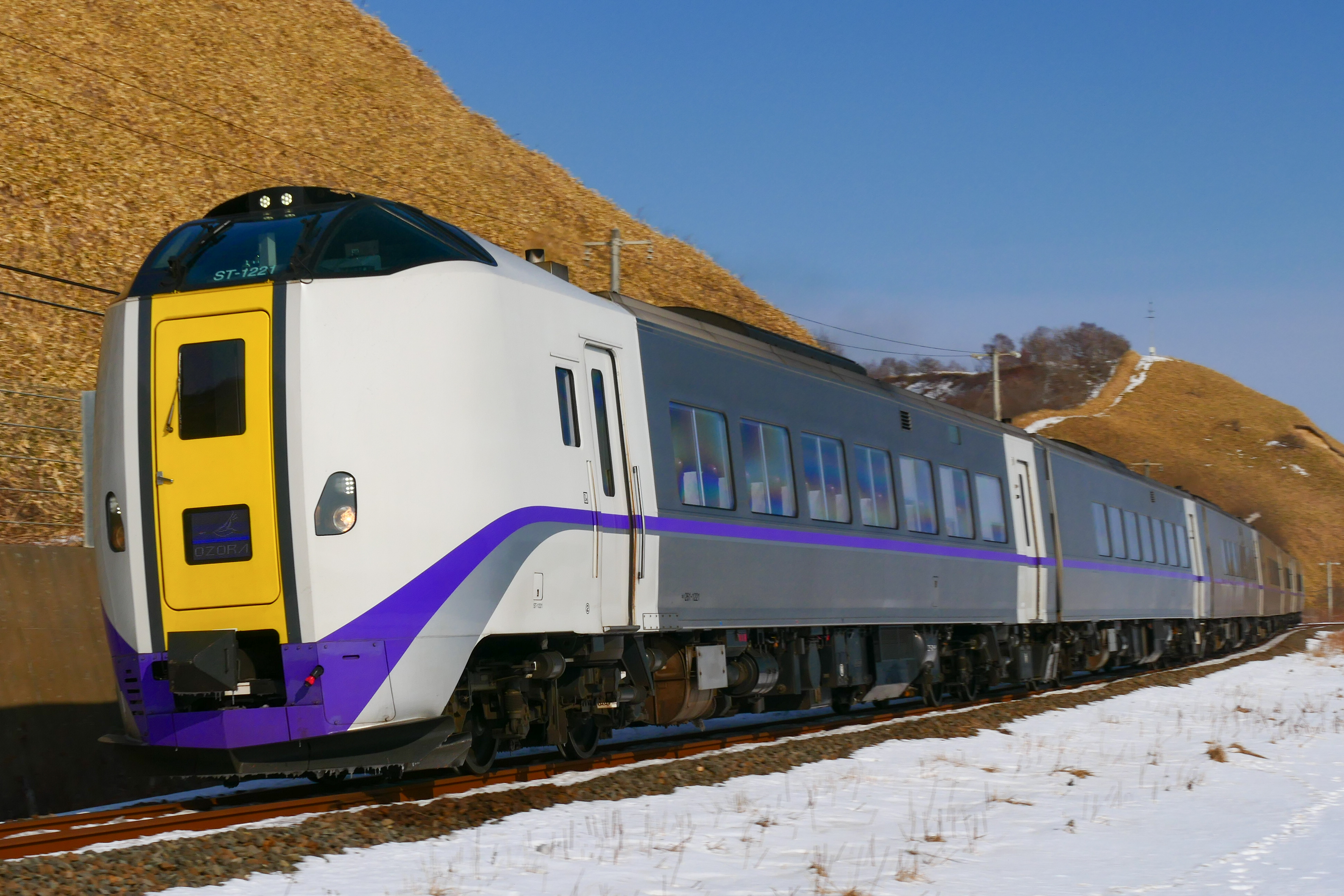
白糠站至音別站間的特急「大空號」(2023年2月)

## 概要
全線單線非電氣化，是JR的幹線路線當中位於日本最東端的。另外若不包括支線則是JR北海道最長的鐵路線（若包括支線則是函館本線最長）。
新得站－帶廣站－釧路站間，隨着石勝線連結札幌市、帶廣市、釧路市而成為幹線路線的一部分。另一方面，瀧川站－富良野站－新得站間與釧路站－根室站間成為只限地域輸送的地方路線。富良野站－新得站間2016年提出廢除計畫，並於2024年4月1日正式廢除。

## 路線資料
- 管轄（事業類別）、路段（營業距離）
  - 北海道旅客鐵道（第一種鐵道事業者）
    - 瀧川站－富良野站：54.6公里
    - 新得站－根室站：307.5公里
      - 上落合信號場－新得站間（23.9公里）與石勝線重複。瀧川站－落合站間由本社鐵道事業本部（日语：北海道旅客鉄道鉄道事業本部）管轄、落合站（除站區內）－根室站間由釧路支社（日语：北海道旅客鉄道釧路支社）管轄。

  - 日本貨物鐵道（第二種鐵道事業者）
    - 瀧川站－富良野站：54.6公里
    - 新得站－釧路站：172.1公里
- 軌距：1,067毫米（窄軌）
- 站數：53個、10個信號場（包括起終點站）[注釋 1]
  - 一般站：4個
  - 旅客站：46個
  - 貨物站：2個
  - 信號場：10個
- 複線路段：沒有（全線單線）
- 電氣化路段：沒有（全線非電氣化（日语：非電化））
- 閉塞方式：
  - 自動閉塞式 瀧川站－富良野站、富良野站－東釧路站間
  - 特殊自動閉塞式（電子符號照查式） 東釧路站－根室站間
- 可進行交會的車站參見車站列表。
- 最高速度（截至2024年4月1日）[報道 1][報道 2][報道 3][新聞 1]：
  - 120公里/小時（新得站－釧路站間）
  - 95公里/小時（瀧川站－富良野站間）
  - 85公里/小時（釧路站－厚床站間）
  - 80公里/小時（厚床站－根室站間[3]）

## 歷史
據1896年北海道鐵道鋪設法，北海道計畫建造1000英里鐵道，包括旭川 - 釧路之間的路線。路線確定後北海道官設鐵道自旭川、釧路兩側開工，1899年9月1日北海道官設鐵道十勝線旭川 - 美瑛開業，1901年7月20日北海道官設鐵道釧路線釧路 - 白糠間開業。1905年北海道官設鐵道移交遞信省鐵道作業局，1907年9月8日狩勝隧道開通，旭川 - 釧路全通，十勝線與釧路線統合為釧路線。1913年瀧川－下富良野（現在的富良野站）間新線開通，釧路線起點改為瀧川站，並改稱釧路本線，旭川－下富良野分離為富良野線。釧路以東於1921年8月5日延伸至根室站，改稱為根室本線。
根室本線長期作為道央與道東之間的主要幹線，1966年落合 - 新得間的新狩勝隧道開通。然而1981年石勝線開通，特急十勝、大空不再經過根室本線瀧川站－新得站區間，而是行經距離較短的石勝線。1994年北海道與JR北海道成立道東高速鐵道開發，進行石勝、根室本線高速化事業，於1997年完成，大幅縮短特急十勝、大空的運行時間。
2016年JR北海道提出自力運營困難路線，其中富良野－新得尋求廢線，其他路段則尋求以提高票價、促進搭乘、上下分離以維持營運。同年8月由於熱帶風暴蒲公英與獅子山破壞，東鹿越 - 新得停運，昂貴的線路修復費用讓JR北海道更加堅定將該路廢止。2022年1月8日該路段確定將廢除。

### 年表

#### 旭川－富良野間

##### 北海道官設鐵道十勝線
- 1899年（明治32年）
  - 9月1日：北海道官設鐵道（日语：北海道官設鉄道）十勝線旭川站－美瑛站間開業[4]。該路段開設邊別站（現在的西神樂站）[5]、美瑛站[5]。
  - 11月15日：十勝線的美瑛站－上富良野站間延伸開業[4]。該路段開設上富良野站[5]。
- 1900年（明治33年）8月1日：十勝線的上富良野站－下富良野站間延伸開業[4]。該路段開設中富良野站[5]、下富良野站（現在的富良野站）[6][5]。

##### 國有鐵道十勝線→釧路線
- 1905年（明治38年）4月1日：十勝線的旭川站－下富良野站（－落合站）間移管至遞信省鐵道作業局（國有鐵道）[7][8]。旭川站的讀法由「あさひ『か』わ」改為「あさひ『が』わ」[9]。
- 1909年（明治42年）10月12日：伴隨國有鐵道路線名稱（日语：国鉄・JR線路名称一覧）制定，十勝線與釧路線統合，旭川站－下富良野站（－帶廣站－釧路站（初代））間成為釧路線[新聞 2]。
- 1913年（大正2年）11月10日：釧路本線的瀧川站－下富良野站間（57.6公里）開業[8][10][新聞 3]。伴隨着此，下富良野站－旭川站間（54.8公里）自釧路本線分離，改稱富良野線（以後參見富良野線）[4]。

#### 瀧川－富良野－新得－帶廣間

##### 北海道官設鐵道十勝線
- 1900年（明治33年）12月2日：十勝線的下富良野站－鹿越站間延伸開業。該路段開設山部信號停車場、金山站、鹿越站。
- 1901年（明治34年）
  - 4月1日：山部信號停車場升級為一般站，成為山部站。
  - 9月3日：十勝線的鹿越站－落合站延伸開業。該路段開設落合站。
- 1902年（明治35年）12月6日：鹿越站－落合站間開設幾寅站。

##### 國有鐵道十勝線→釧路線→釧路本線
- 1905年（明治38年）4月1日：十勝線的（旭川站－）下富良野站－落合站間移管至遞信省鐵道作業局（國有鐵道）。
- 1907年（明治40年）9月8日：十勝線的落合站－帶廣站延伸開業，十勝線全線通車。[注釋 2]該路段開設狩勝給水給炭所[注釋 3]、新內信號所[注釋 4]、新得站、清水站、佐念頃站、芽室站、伏古站。
- 1909年（明治42年）
  - 10月12日：伴隨國有鐵道路線名稱制定，十勝線與舊、釧路線統合，（旭川站－）下富良野站－帶廣站（－釧路站（初代））是釧路線。
  - 12月15日：新內站開始上下客和處理貨物。
- 1913年（大正2年）
  - 10月1日：山部站－金山站間開設下金山站。
  - 11月10日：瀧川站－下富良野站間（57.6公里）開業。該路段開設幌倉站、上赤平站、平岸站、下蘆別站、野花南站、奔茂尻站、島之下站。瀧川站－下富良野站－帶廣站（－釧路站（初代））改稱釧路本線。
- 1918年（大正7年）12月28日：上赤平站－平岸站間開設茂尻站。
- 1920年（大正9年）1月16日：下蘆別站－野花南站間開設上蘆別站。

#### 帶廣－釧路間

##### 北海道官設鐵道釧路線
- 1901年（明治34年）7月20日：作為北海道官設鐵道釧路線，白糖站－釧路站（初代）開始營業。該路段開設白糠站、庶路站、大樂毛站、釧路站（初代）。設置釧路機關庫。
- 1903年（明治36年）
  - 3月1日：釧路線的音別站－白糠站延伸開業。該路段開設音別站。
  - 12月25日：釧路線的浦幌站－音別站延伸開業。該路段開設浦幌站、厚內站。
- 1904年（明治37年）
  - 8月12日：釧路線的豐頃站－浦幌站延伸開業。該路段開設豐頃站。
  - 12月15日：釧路線的利別站－豐頃站延伸開業。該路段開設利別站、池田站。

##### 國有鐵道釧路線→釧路本線
- 1905年（明治38年）
  - 4月1日：釧路線的利別站－釧路站（初代）間移管至遞信省鐵道作業局（國有鐵道）。
  - 10月25日：厚內站－音別站間開設直別站。
- 1909年（明治42年）
  - 10月12日：伴隨國有鐵道路線名稱制定，十勝線與舊、釧路線統合，（旭川站－下富良野站－）帶廣站－釧路站（初代）間成為釧路線[新聞 2]。
- 1910年（明治43年）
  - 1月7日：帶廣站－止若站間開設札內站，豐頃站－浦幌站間開設下頃部站。
  - 12月1日：浦幌站－厚內站開設上厚內信號所。
- 1911年（明治44年）12月15日：池田站－豐頃站間開設十弗站。
- 1913年（大正2年）
  - 6月2日：設置釧路機關庫（北海道鐵道管理局的事務上制定）[7]。
  - 11月10日：伴隨瀧川站－下富良野站間（57.6公里）開始營業，（瀧川站－下富良野站－）落合站－釧路站（初代）間改稱釧路本線。
  - 12月1日：音別站－白糠站間開設波若信號所[12]。
- 1917年（大正6年）12月1日：大樂毛站－濱釧路站（初代）間開設釧路站（2代）。隨此，釧路站（2代）－濱釧路站（初代）停止旅客營業，改為貨物線。釧路站（初代）改為貨運站並改稱濱釧路站（初代）[注釋 5]
- 1920年（大正9年）4月1日：直別站－音別站開設尺別站。

#### 釧路－根室間

##### 國有鐵道釧路本線
- 1917年（大正6年）12月1日：釧路本線的釧路站（2代）－濱厚岸站間延伸開業（47.8公里）[7][13][14]。該路段開設上別保站[13][6]、上尾幌站[13][6]、尾幌站[13][6]、門靜信號場[13][6]、厚岸站[13][6]、濱厚岸站[13][5]。厚岸站－濱厚岸站間（1.2公里）是貨物線。
- 1919年（大正8年）11月25日：厚岸站－厚床站間（42.9公里）延伸開業[13][14]。該路段開設糸魚澤站[13][6]、茶內站[13][6]、濱中站[13][6]、姊別站[13][6]、厚床站[13][5]。厚岸站－濱厚岸站間（1.2公里）的貨物線是支線[13]。
- 1920年（大正9年）11月10日：厚床站－西和田站間（34.7公里）延伸開業[13][14]。該路段開設初田牛站[13][5]、別當賀站[13][5]、落石站[13][5]、西和田站[13][5]。

#### 根室本線全線通車後
- 1921年（大正10年）8月5日：伴隨西和田站－根室站間（10.2公里）延伸開業而全線通車。該線開設花咲站、根室站。瀧川站－根室站間改稱根室本線。
- 1922年（大正11年）
  - 4月1日：狩勝給水給炭所、上厚內信號所、波若信號所改為信號場，成為狩勝信號場、上厚內信號場、波若信號場。
  - 10月15日：佐念頃站改稱御影站。
  - 10月23日：門靜信號場升級為一般站門靜站[13]。
- 1923年（大正12年）
  - 9月25日：釧路站（2代）－天寧站間的貨物線（3.0公里）開始營業。該路段新設天寧站。
  - 12月25日：大樂毛站－釧路站（2代）間開設新富士站。
- 1925年（大正14年）
  - 2月1日：尺別站開始處理一般貨物[15]。
  - 3月16日：釧路站（2代）－上別保站間開設別保信號場。
- 1926年（大正15年）
  - 7月15日：茂尻站開始上下客，變成一般站。
  - 8月1日：上厚內信號場升級為車站，成為上厚內站。
- 1927年（昭和2年）
  - 9月15日：伴隨釧網線（現在的釧網本線）的開業，釧路站－別保信號場間成為根室本線與釧網線的重複路段，別保信號場成為兩條路線設施上的分岔點。
  - 12月26日：下富良野站－山部站間開設布部站。
  - 1928年（昭和3年）11月11日：別保信號場升級為車站，改稱東釧路站。釧網線與根室本線的分岔站由釧路站（2代）改為東釧路站[16]，釧路站（2代）－東釧路站間的重複路段消除。
- 1930年（昭和5年）4月1日：尺別站改為一般站。
- 1931年（昭和6年）4月7日：波若信號場關閉[12]。
- 1934年（昭和9年）
  - 8月12日：根室站－根室港站間的貨物支線（1.2公里）開始營業。該路段開設根室港站。
  - 11月20日：清水站改稱十勝清水站。
- 1935年（昭和10年）
  - 2月：厚岸站配置入換用機車DB10型。
  - 10月1日：西和田站[13]回到一般站。
- 1936年（昭和11年）9月：糸魚澤站[13]再次成為一般站。
- 1937年（昭和12年）12月1日：釧路站（2代）再次開始處理貨物（回到一般站）[17]。
- 1938年（昭和13年）：波若信號場廢除[注釋 6]。
- 1940年（昭和15年）
  - 1月15日：釧路站（2代）－天寧站間的貨物支線廢除，東釧路站－天寧站間的貨物支線開業。貨物支線的起點由釧路站（2代）改至東釧路站，距離變成1.5公里（縮短1.5公里）。
- 1941年（昭和16年）
  - 3月28日：白糠站－庶路站間開設西庶路信號場。
  - 12月29日：金山站－幾寅站間開設東鹿越信號場。
- 1942年（昭和17年）4月1日：下富良野站改稱富良野站，下頃部站改稱新吉野站。
- 1943年（昭和18年）6月15日：上赤平站改稱赤平站。
- 1946年（昭和21年）
  - 3月1日：東鹿越信號場升級為車站，東鹿越站。
  - 5月1日：下蘆別站改稱蘆別站，奔茂尻站改稱瀧里站。
- 1949年（昭和24年）6月1日：移管至公共企業體（日语：公共企業体）日本國有鐵道（國鐵）。
- 1951年（昭和26年）4月1日：狩勝信號場、西庶路信號場升級為臨時乘降場（開始上下客），成為狩勝信號場（臨時乘降場）[注釋 7][2]、西庶路臨時乘降場（局設定）[13]。
- 1952年（昭和27年）
  - 3月5日：西庶路信號場升級為一般站，西庶路站（直營站）。
  - 12月1日：上別保站改稱別保站。
- 1954年（昭和29年）
  - 7月1日：音別站－白糠站間開設古瀨信號場。
  - 11月10日：幌倉站改稱東瀧川站，伏古站改稱西帶廣站。
- 1955年（昭和30年）12月1日：帶廣站－根室站間開始有柴油動車組運行。
- 1958年（昭和33年）9月10日：十勝清水站－御影站開設羽帶站。
- 1959年（昭和34年）
  - 10月7日：札內站－止若站開設稻士別臨時乘降場（局（日语：鉄道管理局）設定）。
- 1960年（昭和35年）1月1日：花咲站[12]停止處理貨物。
- 1961年（昭和36年）
  - 2月1日：落石站－西和田站開設昆布盛站。
  - 9月1日：花咲站－根室站間開設東根室站。
  - 9月20日：東瀧川站、瀧里站、島之下站停止處理貨物。
  - 10月1日：瀧川站－東瀧川站間開設一之坂信號場。
- 1962年（昭和37年）
  - 1月15日：別保站[13]停止處理貨物。
  - 9月30日：東瀧川站－赤平站間開設幌岡信號場，平岸站－蘆別站間開設高根信號場。
  - 10月15日：濱釧路站（初代）移動（2代）。隨此，釧路站－濱釧路站間更改距離（延長2.0公里）。
- 1963年（昭和38年）11月1日：止若站改稱幕別站。
- 1965年（昭和40年）
  - 9月30日：十勝清水站－葉帶站間開設平野川信號場，浦幌站－上厚內站間開設常豐信號場。
  - 10月1日：根室站－根室港站的貨物支線廢除（縮短2.6公里）。該路段的根室港站廢除。根室港站處理的貨物改到根室站新設的構內側線（西貨物線）處理[13]。帶廣站、濱釧路站（2代）開始處理貨櫃貨物。
- 1966年（昭和41年）
  - 3月27日：釧路機關區首度配置DD51型。
  - 9月27日：池田站－十弗站間開設昭榮信號場，庶路站－大樂毛站間開設東庶路信號場。
  - 9月28日：御影站－芽室站間開設上芽室信號場。
  - 9月29日：伴隨金山水壩（日语：金山ダム）的建設，金山站－東鹿越站改道，舊線上的鹿越站移動到新線並降格為信號場兼臨時乘降場鹿越信號場（臨時乘降場）。
  - 9月30日：落合站－新狩勝信號場－新得站間的新線開始營業（延長28.1公里）。新設路段開設上落合信號場、新狩勝信號場、廣內信號場、西新得信號場，浦幌站－上厚內站間開設常豐信號場。
  - 10月1日：落合站－新內站－新得站間的舊線廢除（縮短27.9公里）。新內站廢除，狩勝信號場廢除。
- 1967年（昭和42年）
  - 8月1日：利別站[13]停止處理貨物。
  - 11月1日：利別站移近幕別600公尺。
- 1969年（昭和44年）
  - 4月1日：富良野站－釧路站間已完成柴油機車化。
  - 8月1日：西庶路站[13]停止處理貨物。
- 1970年（昭和45年）5月20日：西帶廣站停止處理貨物。
- 1971年（昭和46年）
  - 5月1日：御影站[12]停止處理貨物。
  - 10月2日：十弗站[13]、上厚內站[13]、厚內站[13]、直別站[13]、尺別站[12][13]、庶路站[13]、尾幌站[13]、門靜站[13]、糸魚澤站[13]、初田牛站[13]停止處理貨物。
- 1973年（昭和48年）
  - 2月5日：姊別站停止處理貨物、行李[19]。交會設備拆去[13]。
  - 10月18日：根室站新設貨櫃基地[13]。
- 1974年（昭和49年）10月1日：上尾幌站[13]、濱中站[13]、西和田站[13]停止處理貨物。
- 1976年（昭和51年）2月1日：茂尻站、平岸站、野花南站停止處理貨物。
- 1979年（昭和54年）7月15日：茶內站[13]、厚床站[13]、別當賀站[13]、落石站[13]停止處理貨物。
- 1982年（昭和57年）
  - 5月30日：上蘆別站停止處理貨物。
  - 9月10日：芽室站、幕別站、豐頃站、浦幌站、白糠站停止處理貨物。
  - 10月15日：鹿越信號場（臨時乘降場）作為信號場廢除，成為鹿越臨時乘降場[20]。
  - 10月26日：一之坂信號場、幌岡信號場、高根信號場廢除。
  - 11月15日：厚岸站－濱厚岸站間的貨物支線廢除（縮短1.2公里）。該路段的濱厚岸站廢除。布部站、下金山站、金山站、幾寅站、落合站、釧路站（2代）停止處理貨物。
- 1983年（昭和58年）
  - 2月15日：瀧川站－落合站間開始使用列車集中制御裝置（CTC）。
  - 5月20日：新吉野站[13]停止處理貨物。
- 1984年（昭和59年）2月1日：東釧路站－天寧站間的貨物支線廢除（縮短1.5公里）。該路段的天寧站廢除。東釧路站－根室站間的停止貨物營業（縮短132.5公里）。山部站、池田站、新富士站、根室站停止處理貨物。
- 1986年（昭和61年）
  - 10月25日：御影站的交會設備廢除[13]。
  - 11月1日：芽室站－西帶廣站間開設大成臨時乘降場，帶廣站貨櫃基地－帶廣站間開設柏林台臨時乘降場（都只上下客）。鹿越臨時乘降場廢除。富良野站、十勝清水站停止處理貨物。
- 1987年（昭和62年）
  - 3月：庶路站的交會設備廢除。
  - 3月31日：富良野站、釧路站（2代）[17]再次處理貨物。富良野站只限秋、冬季直通貨物列車，釧路站（2代）在戶籍上再次開行，但沒有貨物列車的發着。

#### 民營化以後
- 1987年：

- 4月1日：

- 隨國鐵分割民營化，北海道旅客鐵道（JR北海道）作為第一種鐵道事業者繼承瀧川站－根室站間。瀧川站－富良野站間由JR北海道本社鐵道事業本部管轄，富良野站（構內除外）－根室站間由JR北海道釧路支社管轄。
- 日本貨物鐵道（JR貨物）作為第一種鐵道事業者繼承釧路站－濱釧路站間。該路段由JR貨物北海道支社管轄。另外，JR貨物成為瀧川站－富良野站間與東鹿越站－東釧路站間的第二種鐵道事業者，帶廣站貨櫃基地成為JR貨物的帶廣站，富良野貨櫃中心也由JR貨物管轄。富良野站－東鹿越站間停止貨物營業。
- 大成臨時乘降場、柏林台臨時乘降場、稻士別臨時乘降場、古瀨信號場升級為旅客站大成站、柏林台站、稻士別站、古瀨站。

- 1988年：

- 3月13日：東釧路站－別保站間開設武佐站。
- 11月3日：大樂毛站－新富士站間開設新大樂毛站。

- 1989年8月1日：釧路～濱釧路站間的3.8公里貨物支線廢線。濱釧路貨運廢站。貨物站機能移動到新富士站，該站再度開始處理貨物。
- 1990年12月10日：厚內隧道（新線）開始使用。
- 1991年：

- 7月1日：釧路～根室間以「花咲線」作為愛稱。並實施一人控制，不再派遣車掌。
- 10月22日：因瀧里水壩建設而進行改道，野花南站－島之下站間里程縮短了3.0公里。舊線路段上的瀧里站廢站。

- 1992年4月1日：JR貨物札內站廢站，改為旅客站。
- 1993年3月18日：瀧川～釧路間全部普通列車改為一人控制。
- 1994年4月1日：JR北海道的本社鐵道事業本部與釧路支社的邊界（日语：JR支社境）由富良野站改至落合站。瀧川站－落合站－上落合信號場（構內除外）間由本社鐵道事業本部管轄[注釋 8]，上落合信號場－根室站間由釧路支社管轄。
- 1996年11月24日：伴隨帶廣市內的交通立體化，柏林台～帶廣站間與帶廣站高架化。
- 2001年：

- 7月7日：花咲線開通80週年記念。
- 7月20日：白糠 - 釧路之間開通100周年記念。

- 2002年4月1日：JR貨物廢除釧路站～東釧路站間的第二種鐵道事業（縮短2.9公里）。JR貨物的東釧路站廢站，但改為旅客站。
- 2006年4月1日：JR貨物廢除新富士站～釧路站間的第二種鐵道事業（縮短2.7公里）。JR貨物的釧路站廢站；並關閉富良野貨櫃中心，統合至富良野站。
- 2007年10月1日：瀧川站～東釧路站間實施車站編號。
- 2011年3月12日：JR貨物的帶廣站改稱帶廣貨物站，新富士站改稱釧路貨物站。
- 2013年6月1日：為避免發生列車與自然紀念物丹頂鶴相撞的意外，部分花咲線列車於厚岸站～糸魚澤站間需要減速。
- 2016年：

- 3月26日：花咲站廢站。厚床站的交會設備撤去。蘆別站降格為簡易委託站。同時快速列車、普通列車大幅減班，並縮減行駛路段。
- 8月31日：由於受到熱帶風暴蒲公英及獅子山影響，連場暴雨導致多個車站發生泥沙湧入、橋樑及道床損毀等情況。富良野站－新得站－音別站間暫停營運，特急列車停駛。
- 9月2日：池田站－音別站間恢復普通列車行駛。
- 9月4日：芽室站－池田站間恢復普通列車行駛。
- 10月17日：富良野站－東鹿越站間恢復列車行駛。東鹿越站－落合站間開行臨時巴士。
- 10月24日：在北見市召開的「JR北海道再生推進會議」中，JR北海道提出富良野站－新得站間廢除，改以巴士營運。
- 12月22日：上落合信號場－芽室站間完成復舊工程，特急列車、貨物列車恢復行駛。

- 2017年：

- 3月4日：島之下站、稻士別站、上厚內站廢站。
- 3月28日：東鹿越站－新得站間改以臨時巴士運作。

- 2018年：

- 3月17日：羽帶站廢站。
- 6月17日：富良野－新得段預定於2020年或之前廢線。

- 2019年：

- 3月16日 - 直別車站、尺別車站及初田牛車站廢站。
- 10月11日：為慶祝厚岸～厚床開通100周年，由釧路工業高等專門學校內的鐵道學會為列車設計了兩款特別掛牌。
- 11月13日：JR北海道向南富良野町講解若東鹿越～新得站間復舊後、富良野～新得駅間全線以鐵路及巴士的開支比較，其中指出如復用鐵路，每年的經營費為超過10.9億日元及導致9.8億日元的赤字。
- 11月21日：野花南～富良野間的架橋被一輛拖車上的重型機械撞擊而損壞，並導致蘆別～東鹿越間的列車、及東鹿越～新得間的代行巴士全線停駛。為此，JR北海道安排了另外的替代巴士，行走瀧川～落合間。
- 11月28日：JR北海道公布野花南～富良野間的受損橋樑需要約三個月的復修。
- 12月3日：富良野～東鹿越間重開。但蘆別～富良野間及部份富良野～東鹿越間列車仍然需要改以代行巴士行駛。

- 2020年：

- 2月5日：蘆別～富良野間重開。
- 3月10日：受低氣壓通過影響而因發降雨及氣溫上昇，出現線路冠水、土砂流入、路盤流出等情況，釧路～根室間需要暫停服務。
- 3月14日：古瀨站廢站，降格為信號場。
- 3月18日：當日晚上起釧路～厚岸間復運。
- 4月3日：當日晚上起厚岸～根室間復運。

- 2022年：

- 1月28日：JR北海道再與富良野市、南富良野町、占冠村及新得町的會議後，四市町同意JR北海道打算將富良野～東鹿越～新得一段廢線，改以巴士行駛。
- 3月12日：糸魚澤廢站。

- 2024年
  - 4月1日：富良野～新得廢線。
  - 12月13日：宣布東根室站於隔年3月15日廢站。[28]

## 使用車輛
以下所有列車都是柴油動車組。

### 特急列車
- 特急十勝、大空：Kiha 261系、Kiha 283系

### 普通列車
- Kiha40系（瀧川 - 釧路）

主要行駛瀧川 - 東鹿越、釧路 - 厚岸之間，也可能進入厚岸 - 根室間。過去在亦會在早上駛入北海道池北高原鐵道故鄉銀河線的池田 - 足寄間1往復。
- Kiha54型（音別 - 根室）

基本上行駛花咲線（釧路 - 根室）之間，不過部份亦會行駛音別、白糠 - 釧路之間。
- H100系（新得－釧路）

2022年3月12日開始在普通列车上使用。
此外，在故鄉銀河線於2006年4月21日停駛前，故鄉銀河線的柴油動車組CR70形・CR75形亦在池田 - 帶廣之間行駛。

## 運行形態

### 特急列車
根室本線行駛定期特急列車為札幌 - 釧路的大空號，每日6往復；以及札幌 - 帶廣的十勝號，每日5往復，兩列車經過根室本線的上落合信号場 - 釧路區間。在高速化工程後上落合信号場 - 帶廣提速至120km/h，帶廣 - 釧路提速至110km/h。
瀧川 - 富良野間過去也有定期特急列車，但現在改為行經石勝線，雖然沒有定期特級列車，不過夏季會開行札幌 - 瀧川 - 富良野的臨時特急富良野薰衣草快速，目前運行期間每日1往復。過去有「富良野紅葉快速」和「富良野滑雪快速」在秋天、冬季行駛，但現在已經停運。

### 普通列車

#### 瀧川 - 新得
東鹿越 - 上落合信号場不通前快速列車狩勝號設有瀧川 - 池田、旭川 - 帶廣 (經富良野線)各1班，另外有瀧川 - 新得快速列車1班，富良野 - 新得快速列車2班。普通列車大致分為瀧川 - 新得之間的直達列車（大部分直通至帶廣）和瀧川 - 富良野的區間列車。過去也有瀧川 - 落合的列車。相較於通過無人地帶的石勝線，根室本線大多經過丘陵地帶與農村，呈現不同的景色。
東鹿越 - 上落合信号場不通後至今，狩勝號設有瀧川 - 東鹿越1班，另外有瀧川 - 富良野快速列車1班，富良野 - 瀧川快速列車2班，東鹿越 - 富良野快速列車1班。普通列車總計瀧川 - 富良野8班，其中3班直通東鹿越，1班為快速；富良野 - 瀧川6班，其中2班為快速。東鹿越 - 富良野區間4往復，其中1班為快速，東鹿越 - 新得代行公車每日4往復。

#### 新得 - 釧路
新得 - 釧路之間的普通列車以帶廣、釧路為中心，帶廣往新得方向每日14班普通列車、往釧路方向每日13班普通列車，釧路往新得方向每日9班普通列車。2006年4月以前帶廣 - 池田間有故鄉銀河線列車駛入，另外2016年東鹿越 - 上落合信号場不通後，設有新得 - 池田1班狩勝號快速列車，但自2022年3月12日之後廢止，新得 - 釧路之間不再有快速列車。
另外根室本線曾有一班瀧川 - 釧路的普通列車，車次2427D，2017年時9：42於瀧川發車，18：01抵達釧路，全程耗時8小時19分、運行距離308.4 km。自2015年3月以來成為日本運營距離最長，且唯一超過300公里的普通列車 (當時車次為2429D)。2016年3月車次改為2427D，但是運營距離最長普通列車地位被山陽本線恢復開行的岡山 - 下關普通列車取代，2017年岡山 - 下關普通列車縮短，2427D再次成為運營距離最長普通列車，但東鹿越 - 上落合信号場不通，因此完全以列車運行距離最長的仍是山陽本線縮短後的糸崎 - 下關列車。

#### 釧路 - 根室

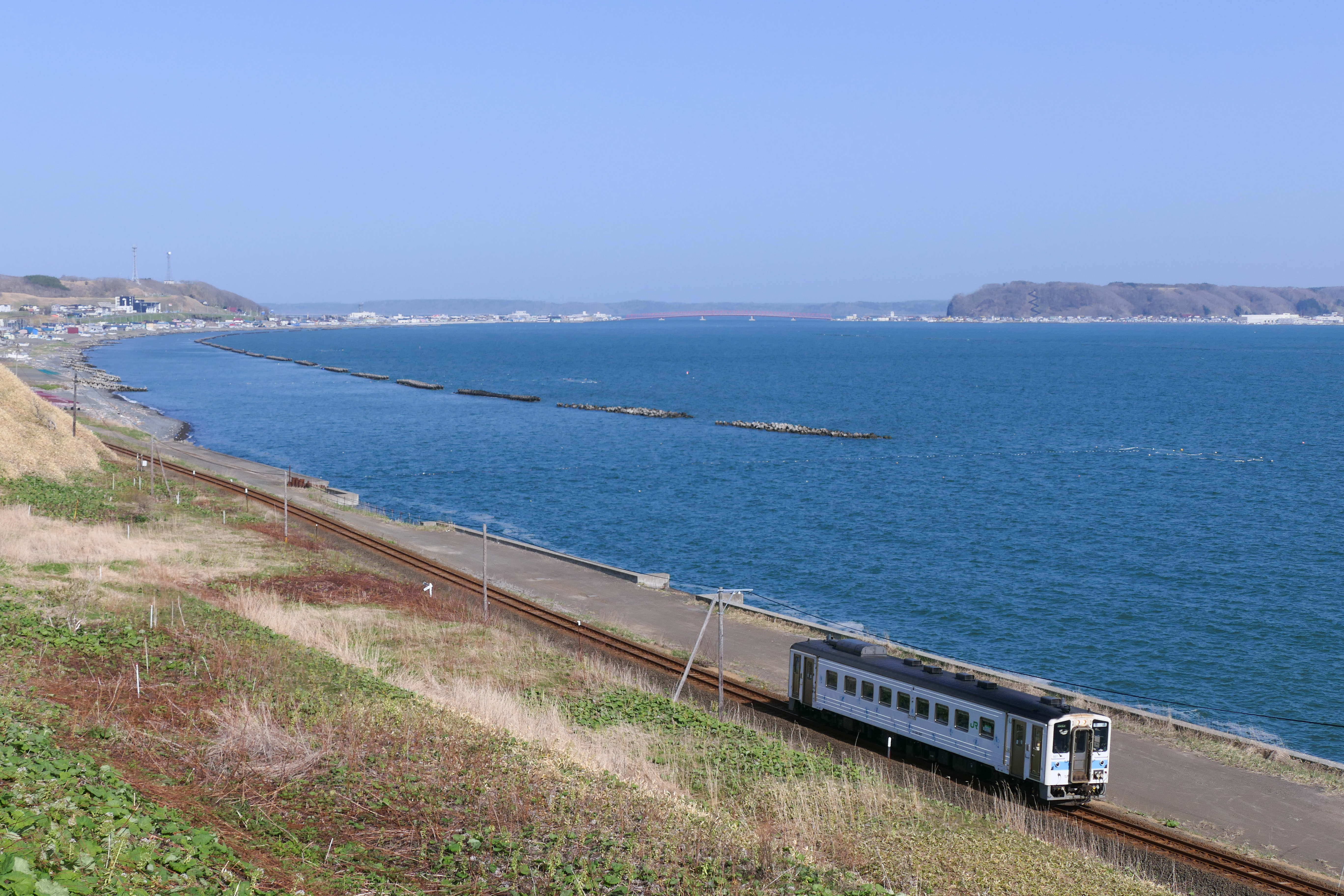
花咲線區間

本段又稱花咲線，運營上與釧路以西完全分離，釧路 - 根室之間每日設定6往復普通列車，包括1往復花咲號，和1班往根室的納沙布號快速列車，列車時間設定上安排能在釧路轉乘或接駁來往札幌的特急列車旅客。釧路－東釧路間有釧網本線列車駛入。另外早晚設有釧路 - 厚岸區間列車2往復。2001~2005年間夜行特急毬藻號於夏季延駛至根室。

## 車站列表
瀧川－東釧路間設有車站編號，不過此處不按車站編號順序排列，而是按照瀧川站起往下行方向記述。車站編號的詳細資料參見「日本車站編號」。
- 车站編號…括号()内为该站作为旅客车站时的编号
- 站名 … （貨）：貨物專用站，◆、◇：貨物處理站（貨物專用站除外。◇為沒有定期貨物列車的發着）
- 累计营业距离以瀧川站为起始
- 軌道（全線單線） … ◇、∨：可進行列車交會，｜：不可進行列車交會
- 所有車站都位於北海道內

### 瀧川－富良野
- 普通列车各站均停靠。
- 全部车站与信号场均可进行列车交会。

| 車站編號 | 中文站名      | 日文站名 | 英文站名 | 站間營業距離 | 累計營業距離 | 接續路線                 | 所在地   | 所在地   | 所在地   |
| -------- | ------------- | -------- | -------- | ------------ | ------------ | ------------------------ | -------- | -------- | -------- |
| A21      | 瀧川◆         |          |          | -            | 0.0          | 北海道旅客鐵道：函館本線 | 空知管內 | 瀧川市   |          |
| （T22）  | 東瀧川信號場◇ |          |          | -            | 7.2          |                          | 空知管內 | 瀧川市   |          |
| T23      | 赤平◇         |          |          | 13.7         | 13.7         |                          | 空知管內 | 赤平市   | 赤平市   |
| T24      | 茂尻          |          |          | 3.5          | 17.2         |                          | 空知管內 | 赤平市   | 赤平市   |
| T25      | 平岸          |          |          | 3.5          | 20.7         |                          | 空知管內 | 赤平市   | 赤平市   |
| T26      | 蘆別          |          |          | 5.9          | 26.6         |                          | 空知管內 | 蘆別市   | 蘆別市   |
| T27      | 上蘆別        |          |          | 3.9          | 30.5         |                          | 空知管內 | 蘆別市   | 蘆別市   |
| T28      | 野花南        |          |          | 4.7          | 35.2         |                          | 空知管內 | 蘆別市   | 蘆別市   |
| (T29)    | 島之下信號場  |          |          | -            | 49.1         |                          | 上川管內 | 富良野市 | 富良野市 |
| T30      | 富良野◇       |          |          | 19.4         | 54.6         | 北海道旅客鐵道：富良野線 | 上川管內 | 富良野市 | 富良野市 |

### 新得－釧路
- 普通列车各站均停靠。
- 特急停车站参见「十勝」「大空」。

| 車站編號 | 中文站名       | 日文站名 | 英文站名 | 站間營業距離 | 累計營業距離 | 接續路線                                             | 軌道 | 所在地   | 所在地 | 所在地 |
| -------- | -------------- | -------- | -------- | ------------ | ------------ | ---------------------------------------------------- | ---- | -------- | ------ | ------ |
| K23      | 新得           |          |          | 28.1         | 136.3        | 北海道旅客鐵道：石勝線（仅带广方向特急列车直通运行） | ∨    | 十勝管內 | 上川郡 | 新得町 |
| K24      | 十勝清水       |          |          | 9.1          | 145.4        |                                                      | ◇    | 十勝管內 | 上川郡 | 清水町 |
|          | 平野川信號場   |          | /        | -            | 151.6        |                                                      | ◇    | 十勝管內 | 上川郡 | 清水町 |
| K26      | 御影           |          |          | 10.5         | 155.9        |                                                      | ◇    | 十勝管內 | 上川郡 | 清水町 |
|          | 上芽室信號場   |          | /        | -            | 160.6        |                                                      | ◇    | 十勝管內 | 上川郡 | 清水町 |
| K27      | 芽室           |          |          | 10.6         | 166.5        |                                                      | ◇    | 十勝管內 | 河西郡 | 芽室町 |
| K28      | 大成           |          |          | 2.1          | 168.6        |                                                      | ｜   | 十勝管內 | 河西郡 | 芽室町 |
| K29      | 西帶廣         |          |          | 4.8          | 173.4        |                                                      | ◇    | 十勝管內 | 帶廣市 | 帶廣市 |
|          | （貨）帶廣貨物 |          | /        | 2.6          | 176.0        |                                                      | ◇    | 十勝管內 | 帶廣市 | 帶廣市 |
| K30      | 柏林台         |          |          | 0.6          | 176.6        |                                                      | ｜   | 十勝管內 | 帶廣市 | 帶廣市 |
| K31      | 帶廣           |          |          | 3.5          | 180.1        |                                                      | ◇    | 十勝管內 | 帶廣市 | 帶廣市 |
| K32      | 札內           |          |          | 4.8          | 184.9        |                                                      | ◇    | 十勝管內 | 中川郡 | 幕別町 |
| K34      | 幕別           |          |          | 9.4          | 194.3        |                                                      | ◇    | 十勝管內 | 中川郡 | 幕別町 |
| K35      | 利別           |          |          | 6.5          | 200.8        |                                                      | ◇    | 十勝管內 | 中川郡 | 池田町 |
| K36      | 池田           |          |          | 3.5          | 204.3        |                                                      | ◇    | 十勝管內 | 中川郡 | 池田町 |
|          | 昭榮信號場     |          | /        | -            | 208.5        |                                                      | ◇    | 十勝管內 | 中川郡 | 池田町 |
| K37      | 十弗           |          |          | 8.5          | 212.8        |                                                      | ｜   | 十勝管內 | 中川郡 | 豐頃町 |
| K38      | 豐頃           |          |          | 5.4          | 218.2        |                                                      | ◇    | 十勝管內 | 中川郡 | 豐頃町 |
| K39      | 新吉野         |          |          | 7.1          | 225.3        |                                                      | ◇    | 十勝管內 | 十勝郡 | 浦幌町 |
| K40      | 浦幌           |          |          | 6.4          | 231.7        |                                                      | ◇    | 十勝管內 | 十勝郡 | 浦幌町 |
|          | 常豐信號場     |          | /        | -            | 236.0        |                                                      | ◇    | 十勝管內 | 十勝郡 | 浦幌町 |
|          | 上厚內信號場   |          | /        | -            | 243.5        |                                                      | ◇    | 十勝管內 | 十勝郡 | 浦幌町 |
| K42      | 厚內           |          |          | 18.4         | 250.1        |                                                      | ◇    | 十勝管內 | 十勝郡 | 浦幌町 |
|          | 直別信號場     |          | /        | -            | 257.3        |                                                      | ◇    | 釧路管內 | 釧路市 | 釧路市 |
|          | 尺別信號場     |          | /        | -            | 261.3        |                                                      | ◇    | 釧路管內 | 釧路市 | 釧路市 |
| K45      | 音別◆          |          |          | 15.0         | 265.1        |                                                      | ◇    | 釧路管內 | 釧路市 | 釧路市 |
|          | 古瀨信號場     |          |          | -            | 274.8        |                                                      | ◇    | 釧路管內 | 白糠郡 | 白糠町 |
| K47      | 白糠           |          |          | 16.0         | 281.1        |                                                      | ◇    | 釧路管內 | 白糠郡 | 白糠町 |
| K48      | 西庶路         |          |          | 5.4          | 286.5        |                                                      | ◇    | 釧路管內 | 白糠郡 | 白糠町 |
| K49      | 庶路           |          |          | 2.1          | 288.6        |                                                      | ｜   | 釧路管內 | 白糠郡 | 白糠町 |
|          | 東庶路信號場   |          | /        | -            | 293.8        |                                                      | ◇    | 釧路管內 | 白糠郡 | 白糠町 |
| K50      | 大樂毛         |          |          | 10.4         | 299.0        |                                                      | ◇    | 釧路管內 | 釧路市 | 釧路市 |
| K51      | 新大樂毛       |          |          | 1.8          | 300.8        |                                                      | ｜   | 釧路管內 | 釧路市 | 釧路市 |
| K52      | 新富士         |          |          | 4.9          | 305.7        |                                                      | ◇    | 釧路管內 | 釧路市 | 釧路市 |
|          | （貨）釧路貨物 |          | /        | 4.9          | 305.7        |                                                      | ◇    | 釧路管內 | 釧路市 | 釧路市 |
| K53      | 釧路           |          |          | 2.7          | 308.4        |                                                      | ◇    | 釧路管內 | 釧路市 | 釧路市 |

### 釧路－根室（花咲線）
- 部分普通列车不停靠▽车站。
- 快速「花咲」「納沙布」…●：停车站，▼：仅下行列车停靠，｜・↓：所有列車通過（↓：仅箭头方向有列车行驶）
- 快速「知床摩周号」停车站参照钏网本线
- ※：根室站旅客站台设一台一线，但列车可利用本站不设站台的副本线进行列车交会
- 武佐－根室各站没有设置车站编号。

| 車站編號 | 中文站名 | 日文站名 | 英文站名 | 站間營業距離 | 累計營業距離 | 快速花咲 | 快速納沙布 | 接續路線                 | 軌道 | 所在地   | 所在地 | 所在地 |
| -------- | -------- | -------- | -------- | ------------ | ------------ | -------- | ---------- | ------------------------ | ---- | -------- | ------ | ------ |
| K53      | 釧路     |          |          | -            | 308.4        | ●        | ▼          |                          | ◇    | 釧路管內 | 釧路市 | 釧路市 |
| B54      | 東釧路   |          |          | -            | 311.3        | ▼        | ▼          | 北海道旅客鐵道：釧網本線 | ◇    | 釧路管內 | 釧路市 | 釧路市 |
|          | 武佐     |          |          | 1.2          | 312.5        | ｜       | ▼          |                          | ｜   | 釧路管內 | 釧路市 | 釧路市 |
|          | 別保     |          |          | 4.5          | 317.0        | ｜       | ▼          |                          | ｜   | 釧路管內 | 釧路郡 | 釧路町 |
|          | 上尾幌   |          |          | 14.7         | 331.7        | ｜       | ▼          |                          | ◇    | 釧路管內 | 厚岸郡 | 厚岸町 |
|          | 尾幌     |          |          | 9.2          | 340.9        | ｜       | ↓          |                          | ｜   | 釧路管內 | 厚岸郡 | 厚岸町 |
|          | 門靜     |          |          | 9.2          | 350.1        | ｜       | ↓          |                          | ｜   | 釧路管內 | 厚岸郡 | 厚岸町 |
|          | 厚岸     |          |          | 4.9          | 355.0        | ●        | ▼          |                          | ◇    | 釧路管內 | 厚岸郡 | 厚岸町 |
|          | 茶內     |          |          | 9.6          | 375.2        | ●        | ▼          |                          | ◇    | 釧路管內 | 厚岸郡 | 濱中町 |
|          | 濱中     |          |          | 7.0          | 382.2        | ●        | ▼          |                          | ｜   | 釧路管內 | 厚岸郡 | 濱中町 |
|          | 姊別     |          |          | 10.1         | 392.3        | ｜       | ↓          |                          | ｜   | 釧路管內 | 厚岸郡 | 濱中町 |
|          | 厚床     |          |          | 6.6          | 398.9        | ●        | ▼          |                          | ｜   | 根室管內 | 根室市 | 根室市 |
|          | 別當賀▽  |          |          | 15.6         | 414.5        | ●        | ↓          |                          | ｜   | 根室管內 | 根室市 | 根室市 |
|          | 落石     |          |          | 10.3         | 424.8        | ●        | ▼          |                          | ◇    | 根室管內 | 根室市 | 根室市 |
|          | 昆布盛▽  |          |          | 4.0          | 428.8        | ●        | ↓          |                          | ｜   | 根室管內 | 根室市 | 根室市 |
|          | 西和田▽  |          |          | 4.8          | 433.6        | ●        | ↓          |                          | ｜   | 根室管內 | 根室市 | 根室市 |
|          | 根室     |          |          | 10.2         | 443.8        | ●        | ▼          |                          | ※    | 根室管內 | 根室市 | 根室市 |

### 廢除路段
所在地的名稱以廢除時為準。所有車站与信号场都位於北海道。

#### 2024年4月1日廢除路段
累计营业距离以泷川站为始计算。
| 车站编号 | 中文站名     | 日文站名 | 英文站名 | 站間營業距離 | 累計營業距離 | 接續路線/备注                | 軌道 | 所在地   | 所在地   | 所在地     |
| -------- | ------------ | -------- | -------- | ------------ | ------------ | ---------------------------- | ---- | -------- | -------- | ---------- |
| T30      | 富良野◇      |          |          | -            | 54.6         | 北海道旅客鐵道：富良野線     | ∨    | 上川管內 | 富良野市 | 富良野市   |
| T31      | 布部         |          |          | 6.3          | 60.9         |                              | ｜   | 上川管內 | 富良野市 | 富良野市   |
| T32      | 山部         |          |          | 5.8          | 66.7         |                              | ◇    | 上川管內 | 富良野市 | 富良野市   |
| T33      | 下金山       |          |          | 8.0          | 74.7         |                              | ｜   | 上川管內 | 空知郡   | 南富良野町 |
| T34      | 金山         |          |          | 6.9          | 81.6         |                              | ◇    | 上川管內 | 空知郡   | 南富良野町 |
| T35      | 東鹿越◇      |          |          | 13.2         | 94.8         |                              | ◇    | 上川管內 | 空知郡   | 南富良野町 |
| T36      | 幾寅         |          |          | 4.0          | 98.8         |                              | ｜   | 上川管內 | 空知郡   | 南富良野町 |
| T37      | 落合         |          |          | 9.4          | 108.2        |                              | ◇    | 上川管內 | 空知郡   | 南富良野町 |
|          | 上落合信号场 |          |          | -            | 112.2        | 根室本線與石勝線的實際分岔點 | ◇    | 上川管內 | 空知郡   | 南富良野町 |
|          | 新狩勝信号场 |          |          | -            | 117.8        |                              | ◇    | 十勝管內 | 上川郡   | 新得町     |
|          | 廣內信号场   |          |          | -            | 124.0        |                              | ◇    | 十勝管內 | 上川郡   | 新得町     |
|          | 西新得信號場 |          |          | -            | 129.5        |                              | ◇    | 十勝管內 | 上川郡   | 新得町     |
| K23      | 新得         |          |          | 28.1         | 136.3        | 北海道旅客鐵道：石勝線       | ∧    | 十勝管內 | 上川郡   | 新得町     |

- 上落合信号场至新得站间作为石胜线存续。

#### 1966年10月1日廢除路段
全部车站与信号场均可进行列车交会。
| 中文站名   | 日文站名 | 站間營業距離 | 累計營業距離 | 接續路線                                   | 所在地   | 所在地 | 所在地     |
| ---------- | -------- | ------------ | ------------ | ------------------------------------------ | -------- | ------ | ---------- |
| 落合       |          | -            | 0.0          | 日本國有鐵道：根室本線（瀧川、富良野方向） | 空知管內 | 空知郡 | 南富良野町 |
| 狩勝信號場 |          | -            | 7.9          |                                            | 空知管內 | 空知郡 | 南富良野町 |
| 新內       |          | 16.8         | 16.8         |                                            | 十勝管內 | 上川郡 | 新得町     |
| 新得       |          | 11.1         | 27.9         | 日本國有鐵道：根室本線（帶廣、釧路方向）   | 十勝管內 | 上川郡 | 新得町     |

- 新內站附近（狩勝峠）獲日本新八景與鐵道省選定為日本三大車窗之一。其餘現存兩者是篠之井線姨捨站（善光寺平）與肥薩線矢岳站附近（矢岳越え）。
- 狩勝嶺附近路線最大坡度25‰並有曲率半徑最小180公尺的連續彎道，因此在山口落合側的狩勝信號場配置折返式路線。山口附近的S字型大彎道築堤與橋梁、隧道等的鐵道設施群在2003年（平成15年）獲選為土木學會選獎土木遺產。
- 廢除後的新內站－新得站間在1967年（昭和42年）－1979年（昭和54年）期間用作調查鐵道事故（日语：鉄道事故）原因以及進行與其對策有關的實驗，通稱狩勝實驗線（日语：狩勝実験線）。

#### 貨物線
貨物線（1989年8月1日廢除）
釧路站－（貨）濱釧路站（3.8公里）
天寧貨物線（1984年2月1日廢除）
東釧路站－（貨）天寧站（1.5公里）
貨物線（1982年11月15日廢除）
厚岸站－（貨）濱厚岸站（1.2公里）
貨物線（1965年10月1日廢除）
根室站－（貨）根室港站（2.6公里）

### 廢站、廢除信號場
除了位於廢除路段上外。括弧內是瀧川站起計的營業距離。
- 一之坂信號場：瀧川站－東瀧川站間（3.6公里）
- 東瀧川站：瀧川站－赤平站間（7.2公里）
- 幌岡信號場：東瀧川站－赤平站間（10.0公里）
- 高根信號場：平岸站－蘆別站間（24.4公里） ※曾經計劃作為與蘆別線（日语：芦別線）（未成線）的分岔點
- 瀧里站：野花南站－富良野站間（42.6公里）
- 島之下站：野花南站－富良野站間（49.1公里）
- 鹿越臨時乘降場：金山站－東鹿越站間（88.4公里）[注釋 20]
- 羽帶站：十勝清水站－御影站間（152.9公里）
- 稻士別站：札內站－幕別站間（188.5公里）[注釋 21]
- 上厚內站：浦幌站－厚內站間（243.5公里）[注釋 12]
- 直別站：厚內站－尺別站間（257.3公里）
- 尺別站：直別站－音別站間（261.3公里）
- 波若信號場：音別站－古瀨站間（271.8公里）[注釋 22]
- 糸魚澤站: 厚岸站－茶内站間（365.6公里）
- 初田牛站：厚床站－別當賀站間（406.0公里）
- 花咲站：西和田站－東根室站間（438.2公里）
- 東根室站：西和田站－根室站間（442.3公里）

### 過去的接續路線
- 蘆別站：三井蘆別鐵道線 - 1972年（昭和47年）6月1日廢除客運營業、1989年（平成元年）3月26日廢除
- 上蘆別站：
  - 三菱礦業蘆別礦業所專用鐵道（日语：三菱鉱業芦別鉱業所専用鉄道） - 1964年（昭和39年）9月1日廢除
  - 蘆別森林鐵道（日语：芦別森林鉄道） - 1961年（昭和36年）6月廢除
- 新得站：北海道拓殖鐵道（日语：北海道拓殖鉄道） - 1968年（昭和43年）10月1日廢除
- 十勝清水站：十勝鐵道（日语：十勝鉄道）清水部線（日语：十勝鉄道#清水部線） - 1951年（昭和26年）7月1日廢除
- 帶廣站：
  - 士幌線 - 1987年（昭和62年）3月23日廢除
  - 廣尾線 - 1987年（昭和62年）2月2日廢除
  - 十勝鐵道帶廣部線（日语：十勝鉄道#帯広部線） - 1977年（昭和52年）3月1日廢除
- 池田站：故鄉銀河線 - 2006年（平成18年）4月21日廢除
- 尺別站：雄別炭礦（日语：雄別炭礦）尺別鐵道線（日语：雄別鉄道#尺別鉄道線） - 1970年（昭和45年）4月16日廢除
- 白糠站：白糠線 - 1983年（昭和58年）10月23日廢除
- 新富士站：
  - 釧路開發埠頭（日语：釧路開発埠頭）西港線（日语：釧路開発埠頭西港線） - 1999年（平成11年）9月10日廢除
  - 釧路開發埠頭埠頭線（日语：釧路開発埠頭埠頭線） - 1984年（昭和59年）2月1日廢除
  - 鶴居村營軌道 - 1967年（昭和42年）8月20日廢除
- 釧路站：雄別鐵道線（日语：雄別鉄道#雄別鉄道線） - 1970年（昭和45年）4月16日廢除
- 東釧路站：
  - 太平洋石炭販賣輸送（日语：太平洋石炭販売輸送）臨港線 - 1963年（昭和38年）11月1日廢除客運營業、1986年（昭和61年）11月1日廢除
  - 太平洋石炭販賣輸送城山線 - 1985年（昭和60年）6月1日廢除
- 茶內站：濱中町營軌道 - 1972年（昭和47年）3月31日廢除
- 厚床站：標津線 - 1989年（平成元年）4月30日廢除

### 來源
1. 1 2   (PDF). JR北海道. 2016-11-18  [2017-06-10]. （原始内容 (PDF)存档于2016-11-18） （日语）.
2. 1 2  『停車場変遷大事典 国鉄・JR編 I』
3. ↑  『鉄道ジャーナル』通巻323号 85頁
4. 1 2 3 4  『写真で見る北海道の鉄道』 上巻 国鉄・JR線 144-145頁
5. 1 2 3 4 5 6 7 8 9 10 11 12 13  『写真で見る北海道の鉄道』 上巻 国鉄・JR線 314-315頁
6. 1 2 3 4 5 6 7 8 9 10 11 12  『写真で見る北海道の鉄道』 上巻 国鉄・JR線 312-313頁
7. 1 2 3  『北海道鉄道百年史』 下巻 第5編資料/1年表
8. 1 2  『停車場変遷大事典 国鉄・JR編 I』 248頁
9. ↑  『写真で見る北海道の鉄道』 上巻 国鉄・JR線 38-39頁
10. ↑  『写真で見る北海道の鉄道』 上巻 国鉄・JR線 72-73頁
11. ↑  『北海道鉄道百年史』 上巻
12. 1 2 3 4 5  『停車場変遷大事典 国鉄・JR編 II』
13. 1 2 3 4 5 6 7 8 9 10 11 12 13 14 15 16 17 18 19 20 21 22 23 24 25 26 27 28 29 30 31 32 33 34 35 36 37 38 39 40 41 42 43 44 45 46 47 48 49 50 51  『鉄道百年の歩み：JR釧路支社』
14. 1 2 3 4  『写真で見る北海道の鉄道』 上巻 国鉄・JR線 76-77頁
15. ↑  『釧路市統合年表：釧路市・阿寒町・音別町合併1周年記念』
16. ↑  『鉄道百年の歩み：JR釧路支社』 85頁
17. 1 2  『停車場変遷大事典 国鉄・JR編 II』 882頁
18. ↑  『旧国鉄・JR鉄道線廃止停車場一覧』 補訂第2版 311頁
19. ↑  『北海道鉄道百年史』 下巻
20. ↑  『日本鉄道旅行地図帳―全線・全駅・全廃線―』 1号・北海道 39頁
21. 1 2  『写真で見る北海道の鉄道』 上巻 国鉄・JR線 74-75頁
22. ↑   (PDF). JR北海道. 2016-11-18  [2017-06-10]. （原始内容 (PDF)存档于2016-11-18） （日语）.
23. ↑  . HTBニュース. 2018-06-17  [2018-10-19]. （原始内容存档于2018-06-17） （日语）.
24. ↑   (PDF). JR北海道. 2018-12-14  [2019-03-11]. （原始内容存档 (PDF)于2018-12-14）.
25. ↑  “JRの架道橋損傷で運転見合わせ”NHK 北海道のニュース, (日本放送協会). (2019年11月21日), オリジナルの2019年11月21日時点によるアーカイブ。 2019年11月22日閲覧。
26. ↑   (PDF). 北海道旅客鉄道. 2020-04-03  [2020-04-03]. （原始内容 (PDF)存档于2020-04-03）.
27. ↑  根室線富良野〜新得間 沿線自治体が鉄路存続断念 バス転換へ （页面存档备份，存于），NHK News，2022年1月28日。
28. ↑   (PDF).   [2024-12-13]. （原始内容存档 (PDF)于2024-12-13）.
29. ↑  . 北海道旅客鉄道.   [2022-08-21]. （原始内容存档于2022-03-28）.
30. ↑  佐藤正樹（キハユニ工房）. . Response. イード. 2015-03-11  [2015-03-11]. （原始内容存档于2015-03-11） （日语）.
31. ↑  . 乗りものニュース. Mediavague. 2017-03-05  [2017-09-21]. （原始内容存档于2021-05-11）.

### 報道發表資料
1. ↑   (PDF) (新闻稿). 北海道旅客鉄道. 2013-09-04  [2013-09-21]. （原始内容 (PDF)存档于2013-09-21） （日语）.
2. ↑   (PDF) (新闻稿). 北海道旅客鉄道. 2013-09-20  [2013-09-21]. （原始内容 (PDF)存档于2013-09-21） （日语）.
3. ↑   (PDF) (新闻稿). 北海道旅客鉄道. 2014-07-04  [2014-08-30]. （原始内容 (PDF)存档于2014-07-14） （日语）.
4. ↑   (PDF) (新闻稿). 北海道旅客鉄道. 2017-12-15  [2017-12-15]. （原始内容存档 (PDF)于2017-12-15）.
5. 1 2 3   (PDF) (新闻稿). 北海道旅客鉄道. 2019-11-28  [2019-11-28]. （原始内容 (PDF)存档于2019-11-28）.
6. ↑   (PDF) (新闻稿). 北海道旅客鉄道. 2020-01-29  [2020-01-29]. （原始内容 (PDF)存档于2020-01-30）.
7. ↑   (PDF) (新闻稿). 北海道旅客鉄道. 2020-03-12  [2020-03-17]. （原始内容 (PDF)存档于2020-03-17）.
8. ↑   (PDF) (新闻稿). 北海道旅客鉄道. 2019-12-13  [2019-12-13]. （原始内容 (PDF)存档于2019-12-13）.
9. ↑   (PDF) (新闻稿). 北海道旅客鉄道. 2020-03-17  [2020-03-17]. （原始内容 (PDF)存档于2020-03-17）.
10. ↑   (PDF) (新闻稿). 北海道旅客鉄道. 2021-12-17  [2021-12-17]. （原始内容 (PDF)存档于2021-12-17）.

### 新聞記事
1. ↑  . 毎日新聞 (毎日新聞社). 毎日jp. 2013-09-20  [2013-11-03]. （原始内容存档于2013-11-03） （日语）.
2. 1 2   请检查|url=值 (帮助). 官報（第7891号） (大蔵省印刷局（編）). 国立国会図書館デジタルコレクション. 1909-10-12  [2014-02-01]. （原始内容存档于2014-02-01） （日语）.
3. ↑  . 北海タイムス (北海タイムス社). 神戸大学附属図書館新聞記事文庫. 1913-11-10  [2011-05-27]. （原始内容存档于2011-05-27） （日语）.
4. ↑  . 北海道新聞 (北海道新聞社). フォト北海道（道新写真データベース）. 1991-10-12  [2016-01-06]. （原始内容存档于2016-01-06） （日语）.
5. ↑  . 北海道新聞. 2019-10-11  [2019-10-11]. （原始内容存档于2019-10-13）.
6. ↑  . 北海道新聞. 2019-11-14  [2019-11-14]. （原始内容存档于2019-11-14）.
7. ↑  「JR根室線が一部運休 代行バス高校生ら列」『北海道新聞』朝刊2019年11月22日（旭川・上川面）
8. ↑  . 北海道新聞. 2019-11-28  [2019-11-28]. （原始内容存档于2019-11-28）.
9. ↑  . 北海道新聞. 2020-01-29  [2020-01-30]. （原始内容存档于2020-01-30）.
10. ↑  . 名寄新聞. 2021-04-13: 3.
11. ↑  . 北海道新聞. 2020-04-02  [2020-04-02]. （原始内容存档于2020-04-03）.

## 延伸閱讀

### 資料
- 日本有鉄道北海道総局（編）.  上巻. 日本有鉄道北海道総局（発行）. 1976-03.
- 日本有鉄道北海道総局（編）.  下巻. 日本有鉄道北海道総局（編集・発行）. 1981-03.
- 北海道旅客鉄道釧路支社（編）. . 北海道旅客鉄道釧路支社. 2001-12.
- 釧路市地域史研究会（編）. . 釧路市地域史料室（編）. 釧路市. 2006-10.

### 書籍
- 川島令三（著）. . 中央書院. 1998-01-20: 64頁. ISBN 978-4-88732-047-5. ISBN 4-88732-047-7.
- 石野哲（編集長）.  Ⅰ. JTBパブリッシング. 1998-09-19: 248. ISBN 978-4-533-02980-6. ISBN 4-533-02980-9.
- 石野哲（編集長）.  Ⅱ. JTBパブリッシング. 1998-09-19: 876. ISBN 978-4-533-02980-6. ISBN 4-533-02980-9.
- 田中和夫（監修）. . 上巻 国鉄・JR線. 北海道新聞社（編集）. 2002-07-15: 72–77頁・144–145頁・311–319頁. ISBN 978-4-89453-220-5. ISBN 4-89453-220-4.
- 今尾惠介（監修）. . 新潮「旅」ムック 1号・北海道. 新潮社. 2008-05-17: 39. ISBN 978-4-10-790019-7. ISBN 4-10-790019-3.
- 今尾惠介・原武史（監修）. 日本鉄道旅行地図帳編集部（編集） , 编. . 新潮「旅」ムック 1号・北海道. 新潮社. 2010-05-18: 46. ISBN 978-4-10-790035-7. ISBN 4-10-790035-5.

### 雜誌
- 鉄道ジャーナル社. . 鉄道ジャーナル (成美堂出版). 1993-09, (通巻323号（1993年9月号）): 85. ISSN 0288-2337.
- 高山拡志（編著）. . 高山拡志. 2000-05: 311. |issue=被忽略 (帮助)
- 曽根悟（監修）. 朝日新聞出版分冊百科編集部（編集） , 编. . 週刊朝日百科. 24号 石勝線・千歳線・札沼線. 朝日新聞出版. 2009-12-27.
- (2015年7月号). JTBパブリッシング.
- (2016年4月号). JTBパブリッシング.
- (2017年3月号). JTBパブリッシング.